# Lliga de San Marino de futbol
La lliga de San Marino és la màxima competició futbolística del país, tot i no tenir la tradició de la Coppa Titano, ja que és una competició jove, disputada des del 1985-86.

## Equips

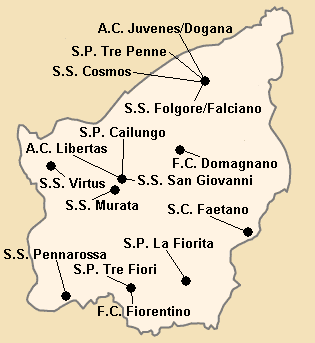
Equips participants.

Hi ha 15 equips en la lliga en 2016-17 en dos grups.

### Grup A
- SS Cosmos (Serravalle)
- SC Faetano (Faetano)
- FC Fiorentino (Fiorentino)
- AC Juvenes/Dogana (Serravalle)
- SP La Fiorita (Montegiardino)
- SP Tre Fiori (Fiorentino)
- SS Virtus (Acquaviva)

### Grup B
- SP Cailungo (Borgo Maggiore)
- FC Domagnano (Domagnano)
- SS Folgore/Falciano (Serravalle)
- AC Libertas (Borgo Maggiore)
- SS Murata (Ciutat de San Marino)
- SS Pennarossa (Chiesanuova)
- SS San Giovanni (Borgo Maggiore)
- SP Tre Penne (Serravalle)

## Palmarès
Font:
- 1985-86:  SC Faetano (1)
- 1986-87:  SP La Fiorita (1)
- 1987-88:  SP Tre Fiori (1)
- 1988-89:  SP Domagnano (1)
- 1989-90:  SP La Fiorita (2)
- 1990-91:  SC Faetano (2)
- 1991-92:  SS Montevito (1)
- 1992-93:  SP Tre Fiori (2)
- 1993-94:  SP Tre Fiori (3)
- 1994-95:  SP Tre Fiori (4)
- 1995-96:  SP Libertas (1)
- 1996-97:  SS Folgore Falciano (1)
- 1997-98:  SS Folgore Falciano (2)
- 1998-99:  SC Faetano (3)
- 1999-00:  SS Folgore Falciano (3)
- 2000-01:  SP Cosmos (1)
- 2001-02:  SP Domagnano (2)
- 2002-03:  SP Domagnano (3)
- 2003-04:  SS Pennarossa (1)
- 2004-05:  SP Domagnano (4)
- 2005-06:  SS Murata (1)
- 2006-07:  SS Murata (2)
- 2007-08:  SS Murata (3)
- 2008-09:  SP Tre Fiori (5)
- 2009-10:  SP Tre Fiori (6)
- 2010-11:  SP Tre Fiori (7)
- 2011-12:  SP Tre Penne (1)
- 2012-13:  SP Tre Penne (2)
- 2013-14:  SP La Fiorita (3)
- 2014-15:  SS Folgore Falciano (4)
- 2015-16:  SP Tre Penne (3)
- 2016-17:  SP La Fiorita (4)
- 2017-18:  SP La Fiorita (5)
- 2018-19:  SP Tre Penne (4)
- 2019-20:  SP Tre Fiori (8) [a]
- 2020-21:  SS Folgore Falciano (5)
- 2021-22:  SP La Fiorita (6)
- 2022-23:  SP Tre Penne (5)
- 2023-24:  SS Virtus (1)
- 2024-25:  SS Virtus (2)